# Sofiane Hambli
Sofiane Hambli, né en juin 1975 à Mulhouse, surnommé La chimère, est un trafiquant français de haschich. Considéré comme l'un des barons du trafic international de cannabis en provenance du Rif vers l’Europe, il est arrêté, emprisonné, jugé puis condamné pour trafic de stupéfiants à plusieurs reprises en Espagne et en France.
En cavale pendant plusieurs années, il travaille ensuite comme indicateur pour le policier François Thierry, chef de l'Office central pour la répression du trafic illicite des stupéfiants (Ocrtis),.
Selon la presse qui cite différents professionnels et observateurs, sa fortune s'évaluerait à plusieurs dizaines, voire centaines de millions d'euros.
En septembre 2022, la justice marocaine le condamne à 20 ans de prison pour « trafic international de drogue », « blanchiment d’argent » et « séquestration ».

## Biographie
Sofiane Hambli grandit à Bourtzwiller, dans la banlieue de Mulhouse. En juin 1997, alors âgé de 22 ans, Sofiane Hambli est l'un des principaux revendeurs d'un réseau fournissant en haschisch marocain la région alsacienne, il échappe aux gendarmes lors de l'opération "Paco68" et se réfugie en Espagne. Il s'installe alors dans la ville andalouse de Marbella, circule en voiture de luxe et investit dans l'immobilier.

### Première arrestation pour trafic de hachisch en 1999
En juillet 1999,  il est jugé et condamné par contumace à huit ans de prison pour trafic de haschich. En 2002, il est arrêté en Espagne sur la Costa del Sol, puis extradé en France en février. En février 2002, sa peine est ramenée à cinq ans de prison. Durant son incarcération, il organise un important trafic de stupéfiants avec la complicité de sa famille. En octobre 2002, à la suite des investigations menées par les gendarmes de Mulhouse, il est à nouveau mis en examen pour trafic de haschich depuis sa cellule du centre de détention de Saint-Mihiel (Meuse).

### Évasion et nouvelles condamnations
En août 2003, il s'évade lors de son transfert entre la prison de Metz-Queuleu et l'hôpital Bon-Secours de Metz. Après avoir subi une radiographie du poignet, il s'échappe à moto avec un complice armé d'un pistolet factice en braquant trois surveillants pénitentiaires. En juin 2004, des policiers espagnols arrêtent Sofiane Hambli alors qu'il quittait un concessionnaire automobile à San Pedro de Alcántara. Mais il s'échappe après une fusillade au cours de laquelle plusieurs agents ont été blessés. En 2006, il est condamné pour s'être évadé de la prison de Metz. En février 2007, Hambli est remis en liberté, après qu'il a fini de purger, à la prison de Fleury-Mérogis, une peine de cinq ans pour trafic de stupéfiants. Il s'enfuit alors en Espagne. En mars 2007, il est condamné à 18 ans de prison. Son frère est également condamné, sa mère, ses sœurs et des membres de sa famille sont pour leur part reconnus coupables de "défaut de justification de ressources".

### À partir de 2009, informateur de police et nouvelles incarcérations
En mars 2009, il est interpellé en Espagne à Puerto Banús, une marina de luxe en périphérie de Marbella. Il est alors recruté comme indicateur par François Thierry, patron de l'Office central pour la répression du trafic illicite des stupéfiants (OCRTIS).
En janvier 2011, Sofiane Hambli est extradé d'Espagne en France en application d’un mandat d'arrêt européen. En mars 2011, il est condamné à trois ans de prison en Espagne, pour son implication dans l'affaire de la "Baleine blanche". En avril 2011, Hambli est condamné à treize ans de prison par le tribunal correctionnel de Mulhouse. Son avocate, Anne-Claire Viethel, par ailleurs compagne du chef de l'OCRTIS François Thierry, qualifie la peine de « sévère » et annonce son intention de faire appel,. En juin 2011, sa demande de remise en liberté est rejetée par la cour d'appel de Colmar. Sofiane Hambli est incarcéré de 2011 à 2014 au centre pénitentiaire de Nancy-Maxéville, puis il bénéficie dès fin 2014 d’un placement dans un centre de semi-liberté de la région parisienne.
Entre mars et avril 2012, François Thierry charge Stéphane V. de garder une villa à Estepona en Espagne où, pendant 20 jours, cinq policiers français déchargent 19 tonnes de cannabis en provenance du Maroc via des bateaux pneumatiques. La drogue serait remontée vers la France par go fast pour le compte de Sofiane Hambli, dont une partie des voitures aurait été interceptée par la douane.
À la mi-mai 2014, un autre baron mulhousien du trafic de haschisch, Djamel Talhi, membre de l'équipe de Sofiane Hambli, est rattrapé par la police à Londres après plusieurs années de cavale.

### Réduction de peine et libération sous caution en 2015
En 2015, Sofiane Hambli est remis en liberté par la juge d’application des peines de Nancy après avoir purgé cinq ans de peine et réglé une amende douanière de 2 millions d’euros, car il bénéficie d'une remise de peine exceptionnelle suivie d’une libération conditionnelle. Il habite boulevard Exelmans dans un appartement-terrasse de 250 m2 avec piscine intérieure pour un loyer d'environ 9000€ qu'il règle en liquide,, et projette l'achat d'un appartement, prétextant que son épouse est issue de la famille royale du Maroc.
Le 17 octobre 2015, plus de sept tonnes de cannabis sont saisies au niveau du boulevard Exelmans, dissimulées dans trois camionnettes garées dans la rue depuis quelque temps. Les agents des douanes françaises y trouvent une facture et des traces ADN provenant de Sofiane Hambli. Le 22 février 2016, il est interpellé à Gand par la police fédérale belge, alors qu’il revenait de l’aéroport de Bruxelles, sur la base d'un mandat d'arrêt européen émis par un juge d'instruction parisien. Il est d'abord écroué à la prison de Leuze-en-Hainaut, puis à Bruges. Le 5 avril, il est transféré en hélicoptère vers la France par les hommes armés du Groupe d'intervention de la Gendarmerie nationale (GIGN).

### Nouvelle incarcération en 2016
Le 15 juin 2016, le Canard enchaîné publie un témoignage de Sofiane Hambli. Selon lui, il est un logisticien agissant sur instruction de l'Ocrtis et payé par l'argent de l’État français. Il affirme n'avoir qu'un employeur, le parquet de Paris et la juridiction interrégionale spécialisée (Jirs). Le 9 décembre 2016, il dépose une plainte visant les douanes françaises et plus particulièrement la Direction nationale du renseignement et des enquêtes douanières (DNRED).
En octobre 2018, il est remis en liberté sur décision de la chambre d'instruction de la cour d'appel de Bordeaux après plus de 30 mois passés en prison. Il est réincarcéré un mois plus tard, après s'être rendu en Espagne en violation de son contrôle judiciaire. Durant l'été 2019, il est remis en liberté contre le paiement d'une caution de 150 000 €.
Le 9 décembre 2020, Sofiane Hambli est placé en détention sur décision de la chambre de l'instruction de Paris et transféré au centre pénitentiaire de Fleury-Mérogis, après avoir été interpellé le 24 novembre, dans une rue de Bordeaux dans le cadre d'une enquête sur un projet présumé d'importation de quatre tonnes de cannabis, puis mis en examen à Bobigny le 28 novembre.
Libéré sous contrôle judiciaire en mars 2021 après une décision favorable de la Cour de cassation, il est notifié peu après d'un mandat de dépôt par la chambre de l’instruction de la cour d'appel de Paris». Ne s'étant pas présenté à la justice, il est considéré en cavale et Interpol a émis un mandat d’arrêt international à son encontre.

### Condamnation à 20 ans de prison par la justice marocaine en 2022
Le 22 octobre 2021, en cavale au Maroc, il est victime d’un probable règlement de comptes et subit d’importantes blessures par arme blanche. Il est soigné dans une clinique de Tanger où la police marocaine l’arrête. En septembre 2022, la justice marocaine le condamne à 20 ans de prison pour « trafic international de drogue », « blanchiment d’argent » et « séquestration ».